# Wilhelm Kuhweide
Wilhelm (Willi) Kuhweide (ur. 6 stycznia 1943 w Berlinie) – niemiecki żeglarz sportowy. Dwukrotny medalista olimpijski.

## Kariera sportowa
Był reprezentantem RFN. W 1964 został mistrzem olimpijskim w Finnie, osiem lat później zajął trzecie miejsce w Starze. W igrzyskach brał udział na przestrzeni dwudziestu lat (1964-1984). Zdobywał tytuły mistrza świata.

## Starty olimpijskie (medale)
Tokio 1964
- Finn –  złoto

Monachium 1972
- Star –  brąz